# Łada Czerniowce
Łada Czerniowce (ukr. Футбольний клуб «Лада» Чернівці, Futbolnyj Kłub "Łada" Czerniwci) – ukraiński klub piłkarski z siedzibą w Czerniowcach.
W sezonie 1994/95 występował w rozgrywkach ukraińskiej Trzeciej Lihi.

## Historia
Drużyna piłkarska Łada Czerniowce została założona w 1991 roku i reprezentowała przedsiębiorstwo "Łada Awtoserwis" (ukr. Лада Автосервіс).
W sezonie 1992/93 klub debiutował w rozgrywkach Pucharu Ukrainy oraz Mistrzostw Ukrainy spośród drużyn amatorskich, gdzie zajął 3 miejsce. W następnym sezonie był drugim w swojej grupie, które premiowało awansem do rozgrywek profesjonalnych. Klub został farm klubem Bukowyny.
W 1994 klub startował w Trzeciej Lidze Mistrzostw Ukrainy. Jednak po rundzie jesiennej sezonu 1994/95 główny sponsor "Łada Awtoserwis" odmówił finansowania i klub był zmuszony zrezygnować z dalszych występów. W pozostałych meczach ligowych uznano techniczne porażki -:+. W 1995 klub został rozwiązany.

## Sukcesy
- 1/32 finału  Pucharu Ukrainy:

1992/93
- 20 miejsce w Trzeciej Lidze:

1994/95
- wicemistrz Mistrzostw Ukrainy spośród drużyn amatorskich:

1994